# Nyer
Nyer [ɲɛʁ]  est une commune française située dans le centre du département des Pyrénées-Orientales, en région Occitanie. Sur le plan historique et culturel, la commune est dans le pays de Conflent, correspondant à l'ensemble des vallées pyrénéennes qui « confluent » avec le lit creusé par la Têt entre Mont-Louis et Rodès.
Exposée à un climat océanique altéré, elle est drainée par la Têt, la Carança, la rivière de Mantet et par divers autres petits cours d'eau. Incluse dans le parc naturel régional des Pyrénées catalanes, la commune possède un patrimoine naturel remarquable : quatre sites Natura 2000 (le « massif du Canigou », le « massif du Puigmal », les « sites à chiroptères des Pyrénées-Orientales » et « Puigmal-Carança »), un espace protégé (la réserve naturelle régionale de Nyer) et huit zones naturelles d'intérêt écologique, faunistique et floristique.
Nyer est une commune rurale qui compte 150 habitants en 2022, après avoir connu un pic de population de 488 habitants en 1851. Ses habitants sont appelés les Nyérois ou  Nyéroises.

## Géographie

### Localisation
La commune de Nyer se trouve dans le département des Pyrénées-Orientales, en région Occitanie.
Elle se situe à 54 km à vol d'oiseau de Perpignan, préfecture du département, et à 15 km de Prades, sous-préfecture.
Les communes les plus proches sont : 
Souanyas (1,8 km), Canaveilles (2,2 km), Olette (2,5 km), Escaro (3,3 km), Oreilla (3,4 km), Jujols (4,4 km), Thuès-Entre-Valls (4,4 km), Serdinya (5,4 km).
Sur le plan historique et culturel, Nyer fait partie de la région de Conflent, héritière de l'ancien comté de Conflent et de la viguerie de Conflent. Ce pays correspond à l'ensemble des vallées pyrénéennes qui « confluent » avec le lit creusé par la Têt entre Mont-Louis, porte de la Cerdagne, et Rodès, aux abords de la plaine du Roussillon.
Sur le plan physique, son territoire est délimité par la Têt au nord, avec le défilé des Graus de Canaveilles, par la Carança, affluent de Têt, à l'ouest, au sud par le pic de Serra Gallinera (2 663 m) et par la rivière de Mantet (avec les gorges de Nyer) à l'est.
| Canaveilles       | Souanyas | Escaro                       |
| Thuès-Entre-Valls | Nyer     | Sahorre (par un quadripoint) |
| Fontpédrouse      | Mantet   | Py                           |

Localisation en Conflent
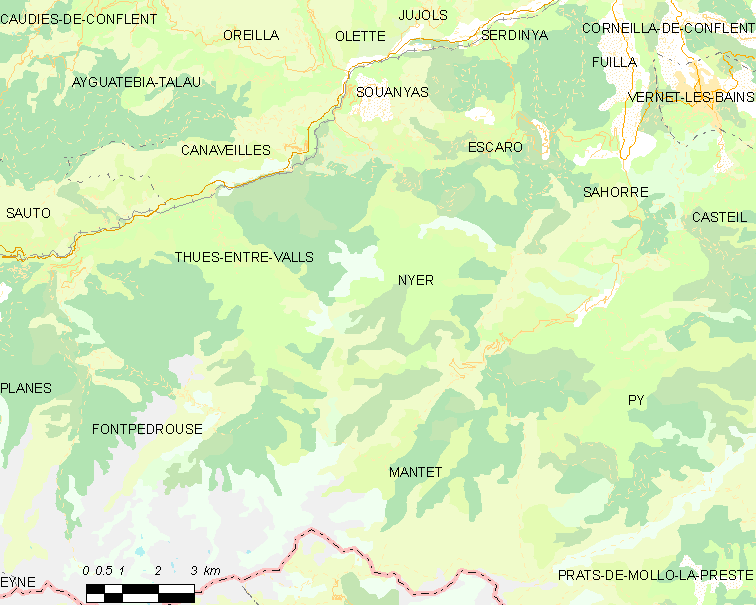
Situation de la commune

### Géologie et relief
La superficie de la commune est de 3 700 hectares. Son altitude varie de 656 à 2 645 mètres. Son point culminant est le pic de Serra Gallinera.
La commune est classée en zone de sismicité 4, correspondant à une sismicité moyenne.

### Hydrographie

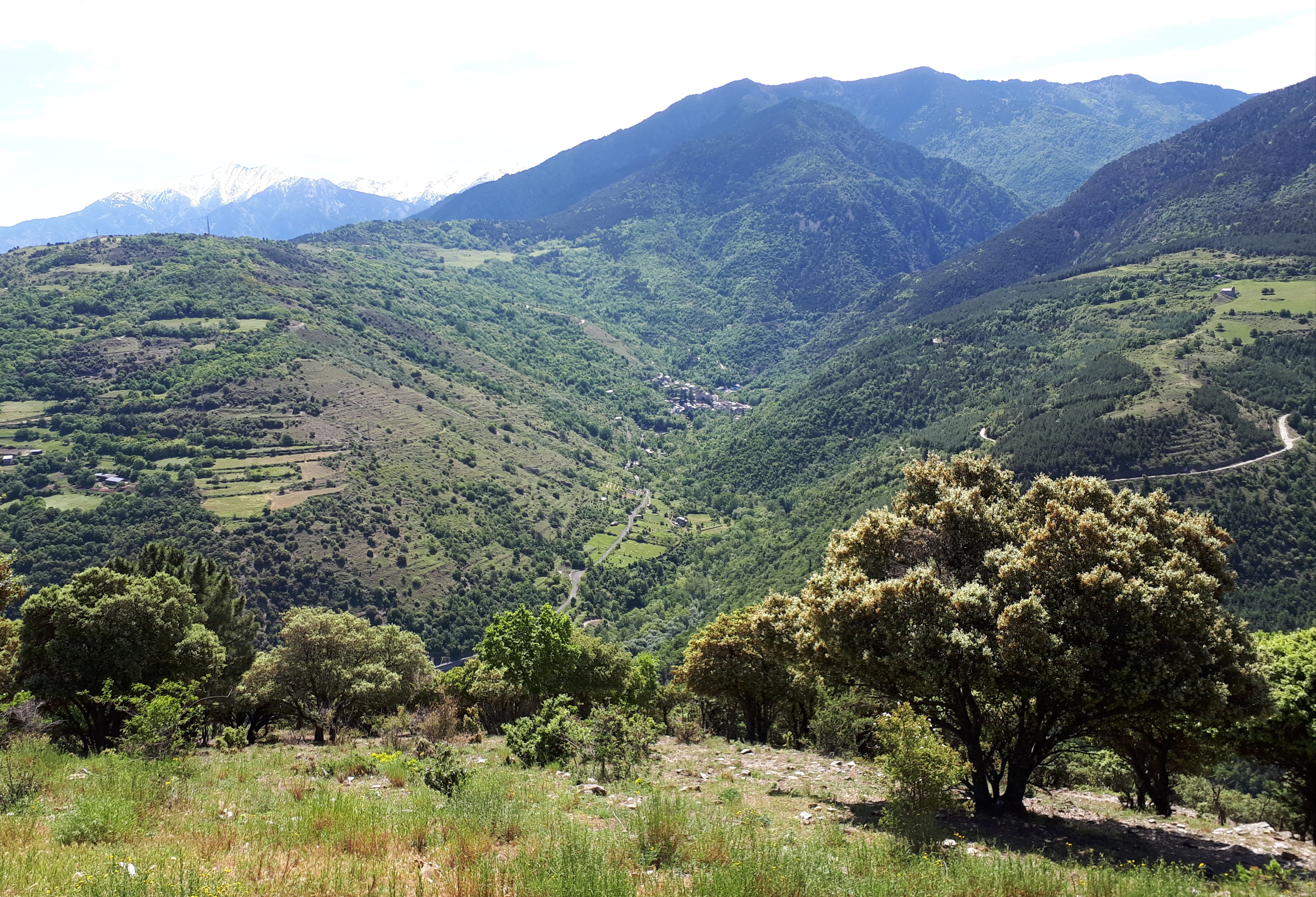
Le village de Nyer est niché dans la vallée de la rivière Mantet (vue vers le sud).

### Climat
Pour des articles plus généraux, voir Climat de l'Occitanie et Climat des Pyrénées-Orientales.
En 2010, le climat de la commune est de type climat océanique altéré, selon une étude du CNRS s'appuyant sur une série de données couvrant la période 1971-2000. En 2020, Météo-France publie une typologie des climats de la France métropolitaine dans laquelle la commune est exposée à un climat de montagne ou de marges de montagne et est dans la région climatique Pyrénées orientales, caractérisée par une faible pluviométrie, un très bon ensoleillement (2 600 h/an), un air sec, particulièrement en hiver et peu de brouillards.
Pour la période 1971-2000, la température annuelle moyenne est de 11,2 °C, avec une amplitude thermique annuelle de 14,6 °C. Le cumul annuel moyen de précipitations est de 790 mm, avec 6,5 jours de précipitations en janvier et 6,1 jours en juillet. Pour la période 1991-2020, la température moyenne annuelle observée sur la station météorologique la plus proche, située sur la commune de Formiguères à 17 km à vol d'oiseau, est de 7,6 °C et le cumul annuel moyen de précipitations est de 737,3 mm,. Pour l'avenir, les paramètres climatiques de la commune estimés pour 2050 selon différents scénarios d'émission de gaz à effet de serre sont consultables sur un site dédié publié par Météo-France en novembre 2022.

### Milieux naturels et biodiversité

#### Espaces protégés
La protection réglementaire est le mode d’intervention le plus fort pour préserver des espaces naturels remarquables et leur biodiversité associée,.
Deux espaces protégés sont présents sur la commune : 
- le parc naturel régional des Pyrénées catalanes, créé en 2004 et d'une superficie de 139 062 ha, qui s'étend sur 66 communes du département. Ce territoire s'étage des fonds maraîchers et fruitiers des vallées de basse altitude aux plus hauts sommets des Pyrénées-Orientales en passant par les grands massifs de garrigue et de forêt méditerranéenne[16],[17] ;
- la réserve naturelle régionale de Nyer, classée en 2007 et d'une superficie de 2 347 ha, qui s’étage de 730 m jusqu’à 2 663 m et son entrée nord est caractérisée par des gorges étroites et spectaculaires. Les formations forestières occupent une place importante et constituent avec les falaises le principal intérêt du site protégé[18],[19].

#### Réseau Natura 2000

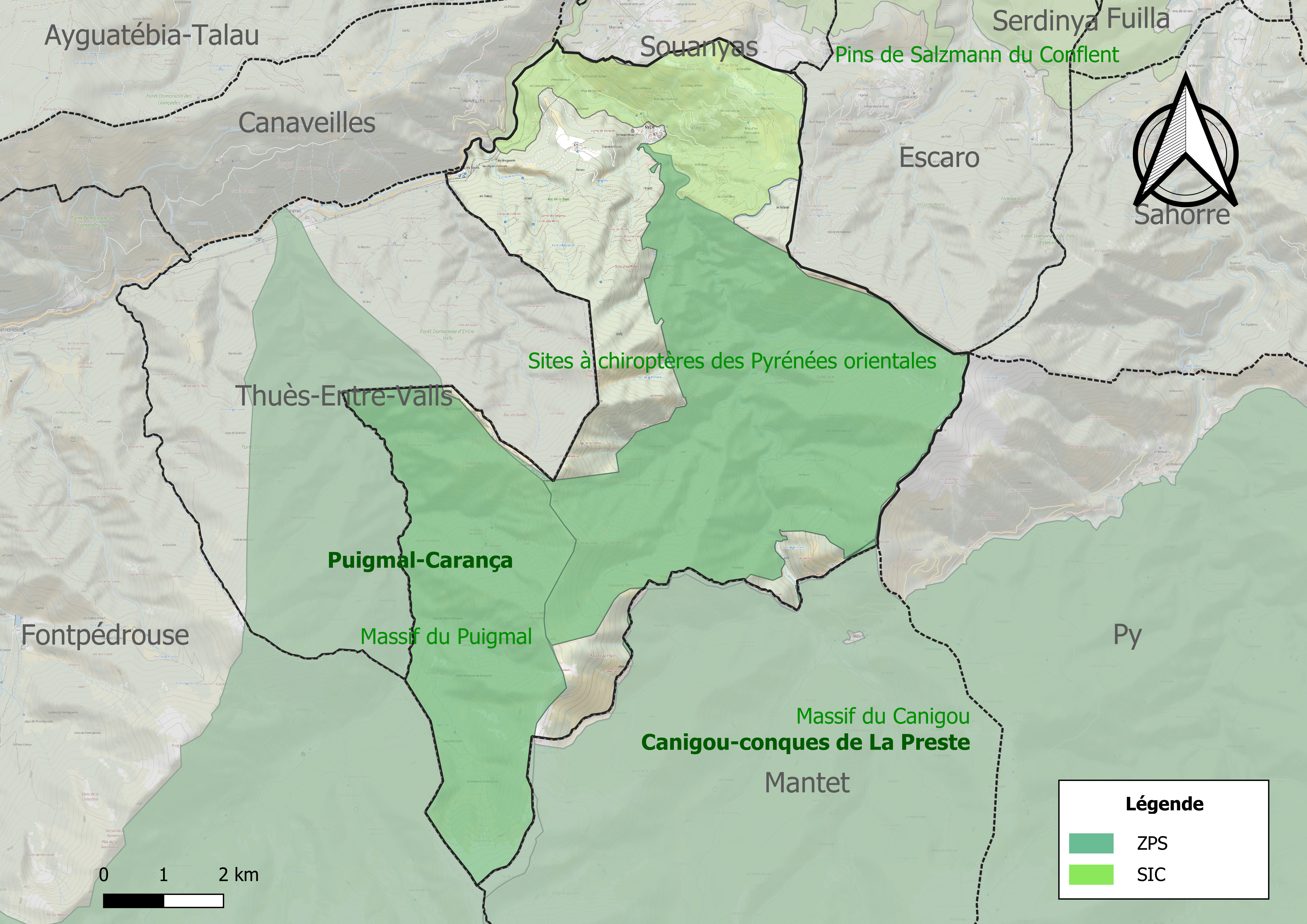
Sites Natura 2000 sur le territoire communal.

Le réseau Natura 2000 est un réseau écologique européen de sites naturels d'intérêt écologique élaboré à partir des directives habitats et oiseaux, constitué de zones spéciales de conservation (ZSC) et de zones de protection spéciale (ZPS).
Trois sites Natura 2000 ont été définis sur la commune au titre de la directive habitats : 
- le « massif du Canigou », d'une superficie de 11 746 ha, culmine à 2 784 mètres à l'extrémité orientale de la chaîne des Pyrénées. Il recèle de nombreuses espèces endémiques pyrénéennes dont certaines atteignent leur limite orientale et présente une gamme variée d'habitats naturels d'intérêt communautaire liés à l'étagement de la végétation[22] ;
- le « massif du Puigmal », d'une superficie de 8 784 ha, qui présente une richesse patrimoniale avec onze habitats naturels et deux espèces végétales au niveau régional. Ainsi la station de Botryche simple est très importante compte tenu du faible nombre de stations en France[23] ;
- les « sites à chiroptères des Pyrénées-Orientales », d'une superficie de 2 437 ha, abritant  d'importantes colonies d'espèces de chauves-souris d'intérêt communautaire[24]

et une au titre de la directive oiseaux
- « Puigmal-Carança », d'une superficie de 10 260 ha, un site qui a une responsabilité forte ou très forte pour cinq espèces d'oiseaux au niveau régional, dont le gypaète barbu[25].

#### Zones naturelles d'intérêt écologique, faunistique et floristique
L’inventaire des zones naturelles d'intérêt écologique, faunistique et floristique (ZNIEFF) a pour objectif de réaliser une couverture des zones les plus intéressantes sur le plan écologique, essentiellement dans la perspective d’améliorer la connaissance du patrimoine naturel national et de fournir aux différents décideurs un outil d’aide à la prise en compte de l’environnement dans l’aménagement du territoire.
Quatre ZNIEFF de type 1 sont recensées sur la commune :
- la « mine d'Olette » (10 ha), couvrant 2 communes du département[27] ;
- la « rivière de Mantet, de Nyer à la Têt » (54 ha), couvrant 2 communes du département[28] ;
- la « vallée de la Carança » (4 315 ha), couvrant 3 communes du département[29] ;
- la « vallée de Mantet » (5 167 ha), couvrant 2 communes du département[30] ;

et quatre ZNIEFF de type 2, : 
- les « chaîne du Puigmal et vallées Adjacentes » (28 390 ha), couvrant 15 communes du département[31] ;
- le « massif du Canigou » (19 263 ha), couvrant 15 communes du département[32] ;
- la « vallée du Conflent » (5 742 ha), couvrant 12 communes du département[33];
- le « versant sud du massif du Madres » (27 267 ha), couvrant 27 communes du département[34].

Carte des ZNIEFF de type 1 et 2 à Nyer.
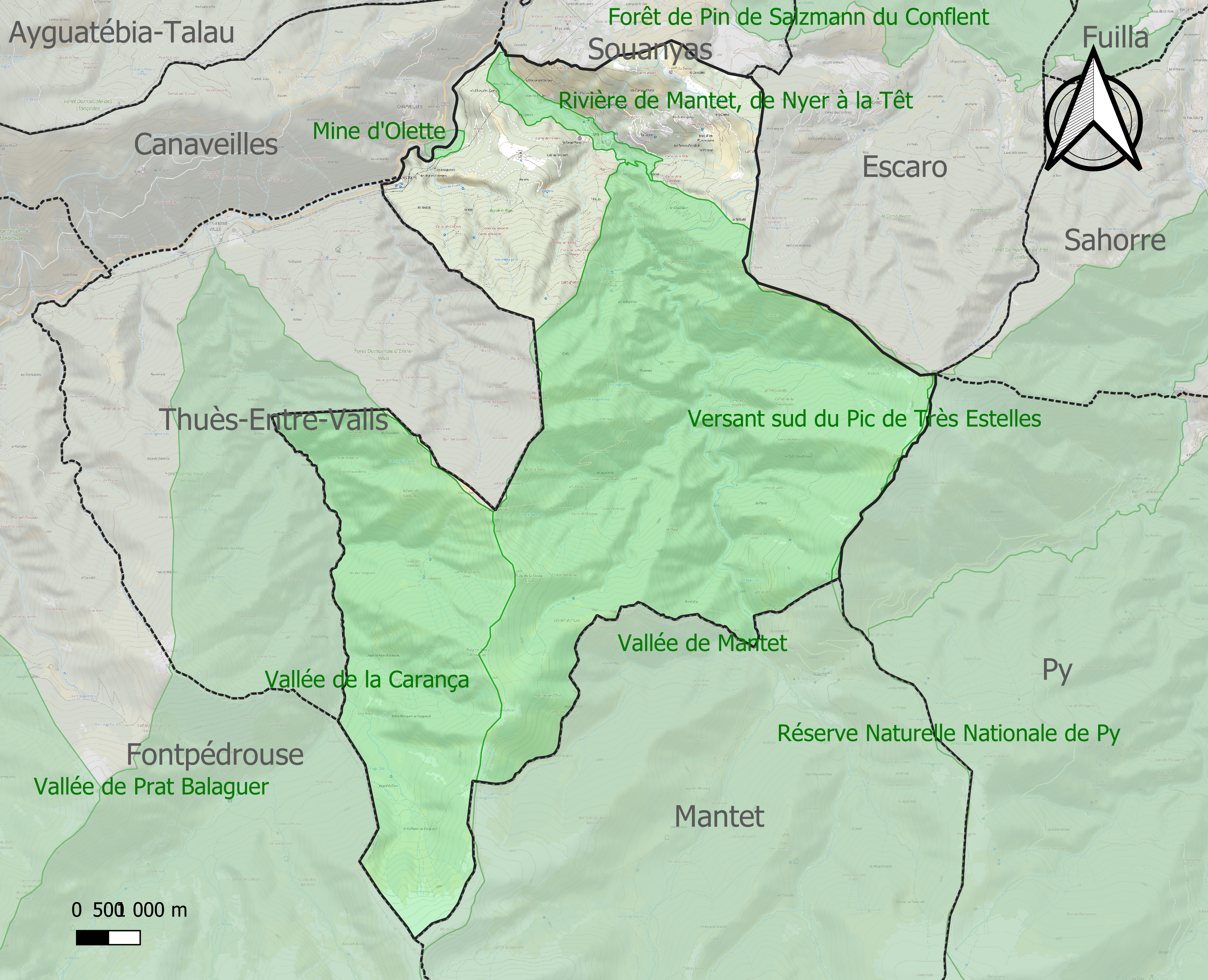
Carte des ZNIEFF de type 1 sur la commune.
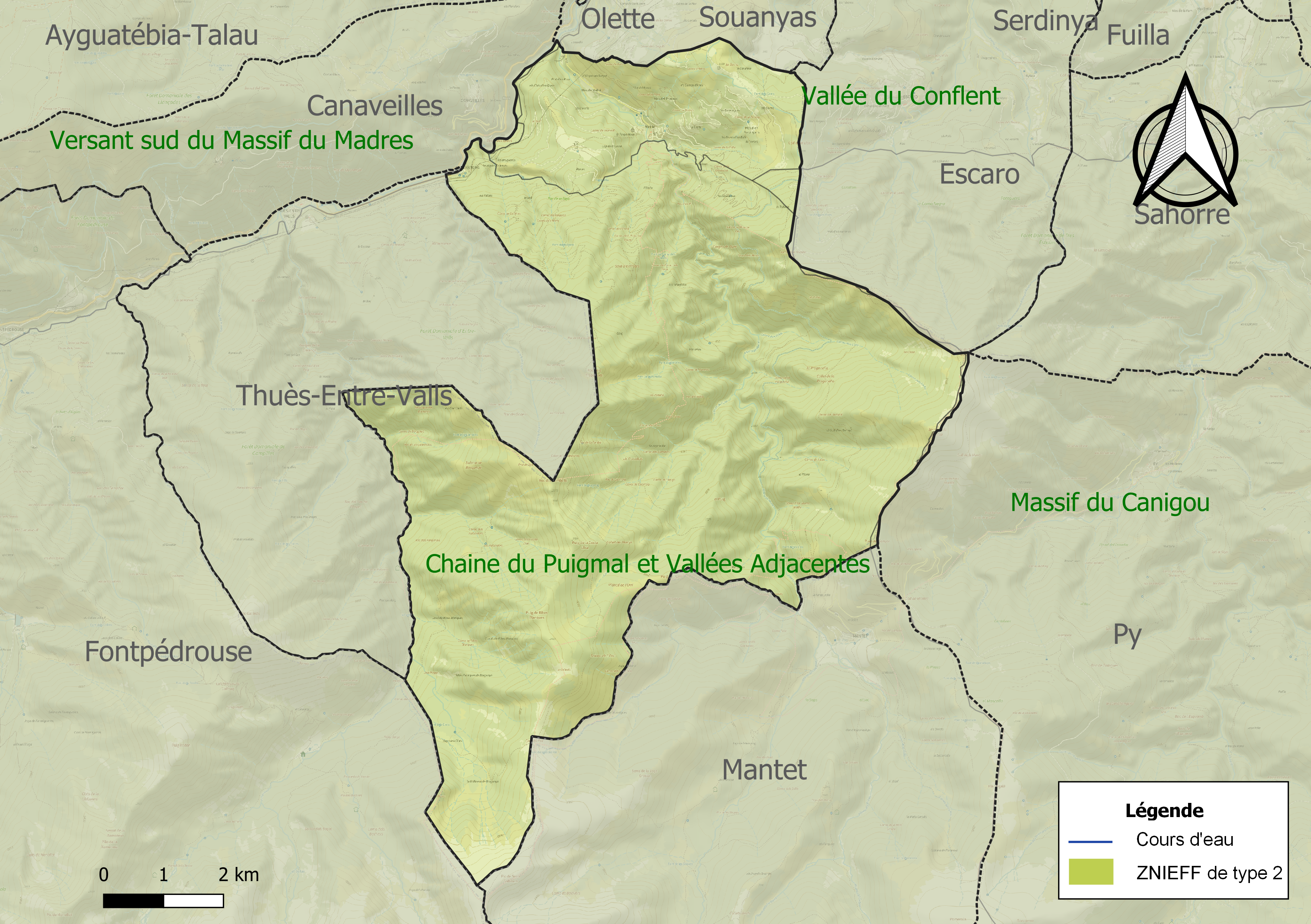
Carte des ZNIEFF de type 2 sur la commune.

## Urbanisme

### Typologie
Au 1er janvier 2024, Nyer est catégorisée commune rurale à habitat dispersé, selon la nouvelle grille communale de densité à sept niveaux définie par l'Insee en 2022.
Elle est située hors unité urbaine et hors attraction des villes,.

### Occupation des sols
L'occupation des sols de la commune, telle qu'elle ressort de la base de données européenne d’occupation biophysique des sols Corine Land Cover (CLC), est marquée par l'importance des forêts et milieux semi-naturels (99,9 % en 2018), en augmentation par rapport à 1990 (99,1 %). La répartition détaillée en 2018 est la suivante : 
forêts (57,8 %), milieux à végétation arbustive et/ou herbacée (34,7 %), espaces ouverts, sans ou avec peu de végétation (7,3 %), zones agricoles hétérogènes (0,1 %). L'évolution de l’occupation des sols de la commune et de ses infrastructures peut être observée sur les différentes représentations cartographiques du territoire : la carte de Cassini (XVIIIe siècle), la carte d'état-major (1820-1866) et les cartes ou photos aériennes de l'IGN pour la période actuelle (1950 à aujourd'hui).

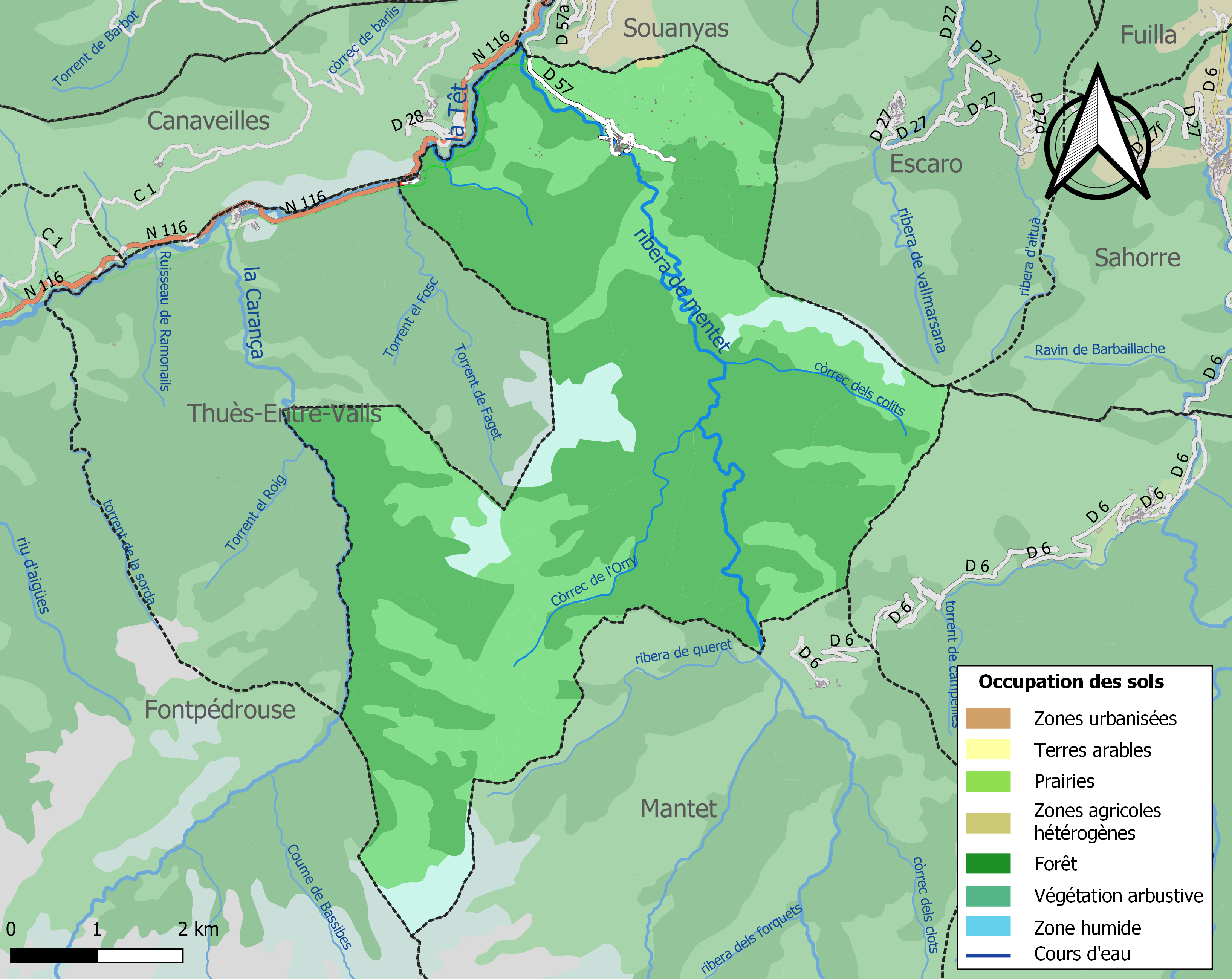
Carte des infrastructures et de l'occupation des sols de la commune en 2018 (CLC).

### Voies de communication et transports

#### Voies routières
- Accès : RN 116 par une route située juste en amont d'Olette.

#### Voies ferroviaires
La gare de Nyer se nomme Nyers.
Nyers est desservie par des trains TER Languedoc-Roussillon (Train jaune) qui effectuent des missions entre les gares de Villefranche - Vernet-les-Bains et de Latour-de-Carol-Enveitg sur demande auprès du personnel de bord.
Elle est mise en service en 1910 par la Compagnie des chemins de fer du Midi et du Canal latéral à la Garonne.
La gare de Thuès-les-Bains est aussi dans la commune.

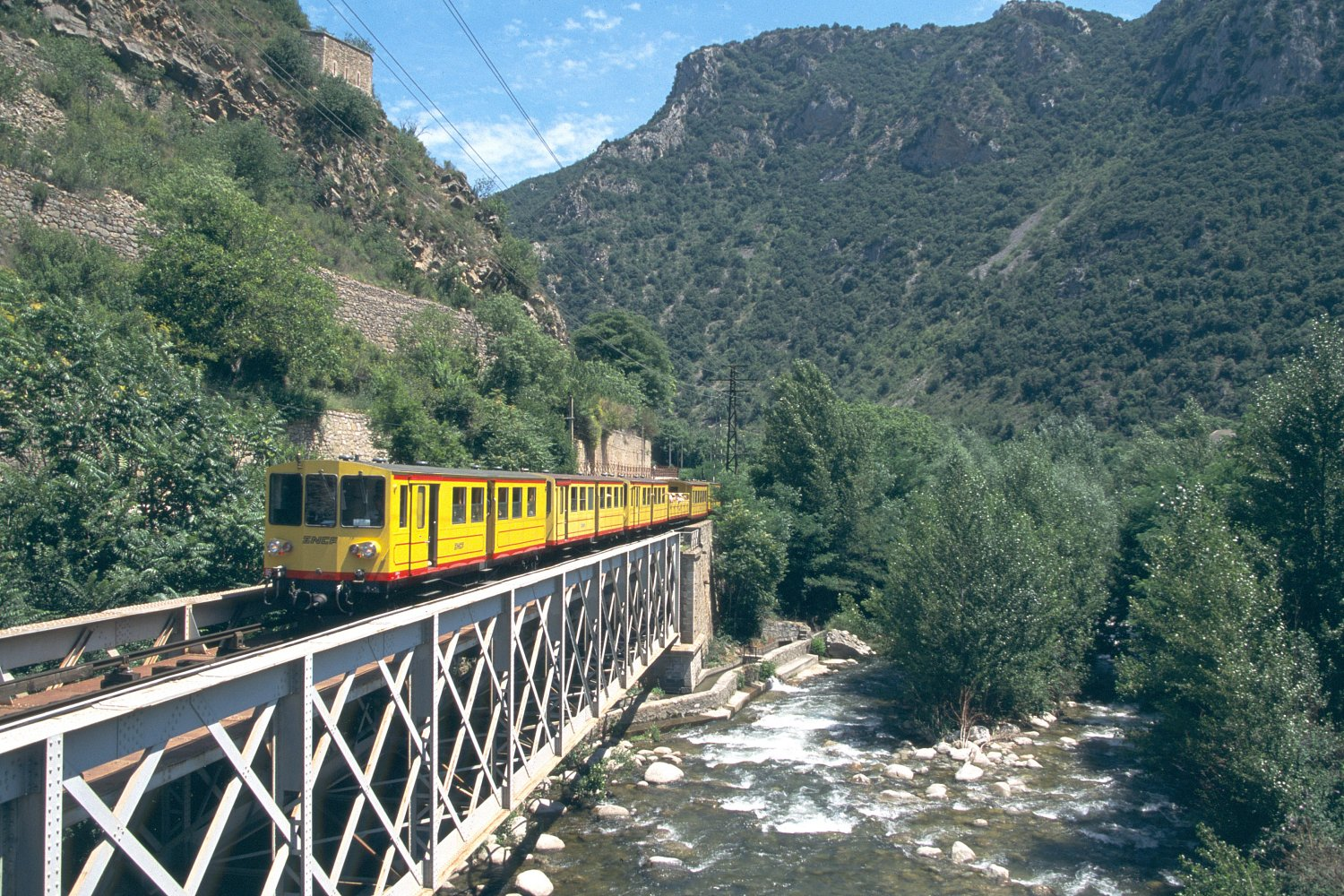
Train jaune traversant la Têt
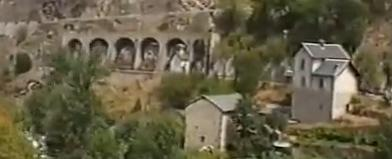
Gare de Nyer

### Risques majeurs
Le territoire de la commune de Nyer est vulnérable à différents aléas naturels : inondations, climatiques (grand froid ou canicule), feux de forêts, mouvements de terrains, avalanche  et séisme (sismicité moyenne). Il est également exposé à deux risques technologiques, le transport de matières dangereuses et la rupture d'un barrage, et à deux risques particuliers, les risques radon et minier,.

#### Risques naturels

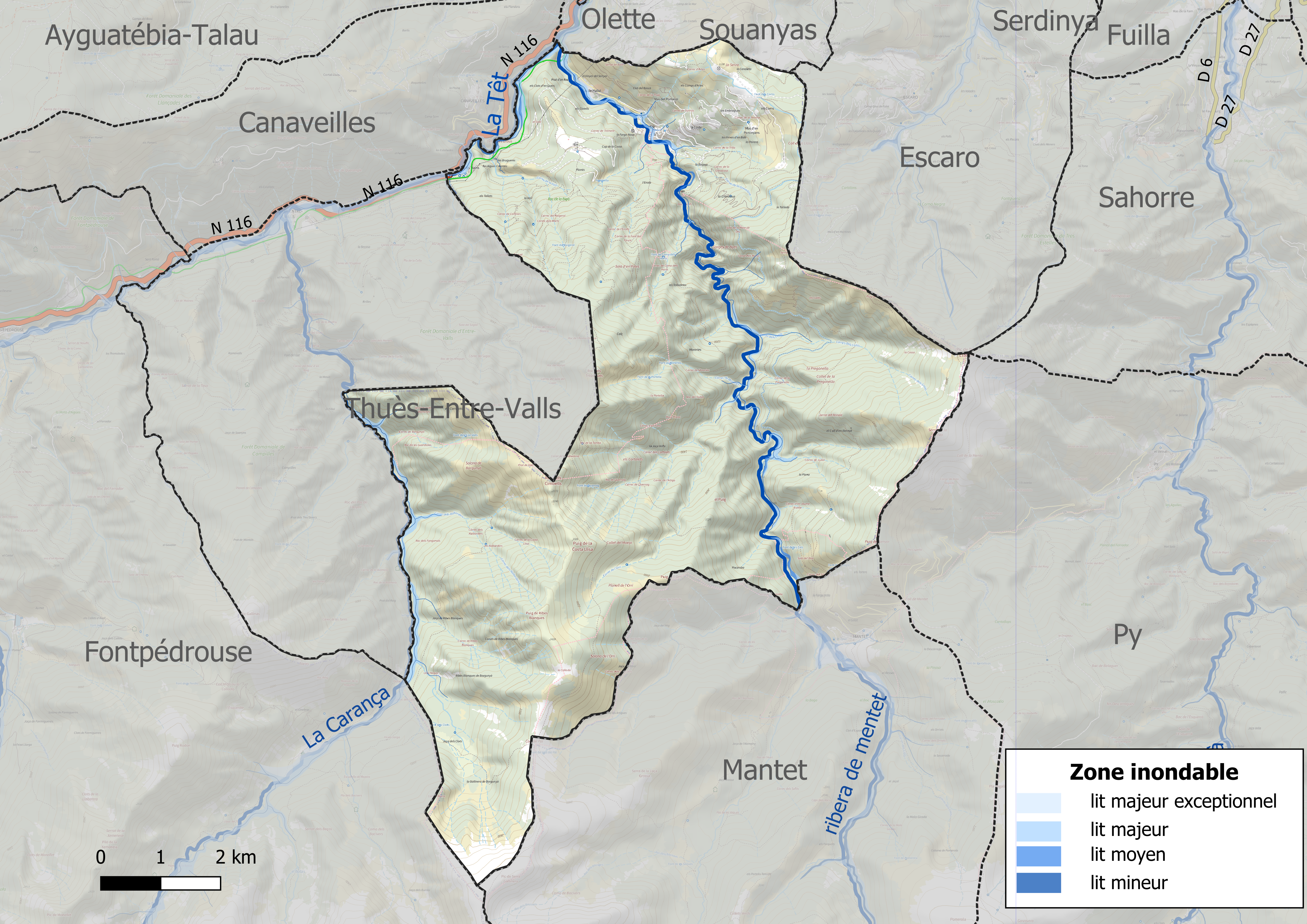
Zones inondables de la commune de Nyer.

Certaines parties du territoire communal sont susceptibles d’être affectées par le risque d’inondation par crue torrentielle de cours d'eau du bassin de la Têt.
Les mouvements de terrains susceptibles de se produire sur la commune sont soit des glissements de terrains, soit des chutes de blocs.

#### Risques technologiques
Le risque de transport de matières dangereuses sur la commune est lié à sa traversée par une route à fort trafic. Un accident se produisant sur une telle infrastructure est en effet susceptible d’avoir des effets graves au bâti ou aux personnes jusqu’à 350 m, selon la nature du matériau transporté. Des dispositions d’urbanisme peuvent être préconisées en conséquence.
Dans le département des Pyrénées-Orientales, on dénombre sept grands barrages susceptibles d’occasionner des dégâts en cas de rupture. La commune fait partie des 66 communes susceptibles d’être touchées par l’onde de submersion consécutive à la rupture d’un de ces barrages, le Barrage des Bouillouses sur la Têt, un ouvrage de 17,5 m de hauteur construit en 1910.

#### Risque particulier
La commune est concernée par le risque minier, principalement lié à l’évolution des cavités souterraines laissées à l’abandon et sans entretien après l’exploitation des mines.
Dans plusieurs parties du territoire national, le radon, accumulé dans certains logements ou autres locaux, peut constituer une source significative d’exposition de la population aux rayonnements ionisants. Toutes les communes du département sont concernées par le risque radon à un niveau plus ou moins élevé. Selon la classification de 2018, la commune de Nyer est classée en zone 3, à savoir zone à potentiel radon significatif.

## Toponymie
Le nom de la commune est Nyer, en français comme en catalan.
Le lieu apparaît dès le VIIe siècle sous le nom d'Angera. On trouve ensuite mentionnés valle Engerra (846), Agnerra (871), Anyerro (950), Anger (968), Angers (1030), Anyer (1163) et enfin Nyer en 1359. On rencontre également Ayer en 1395.

## Histoire

### Origines

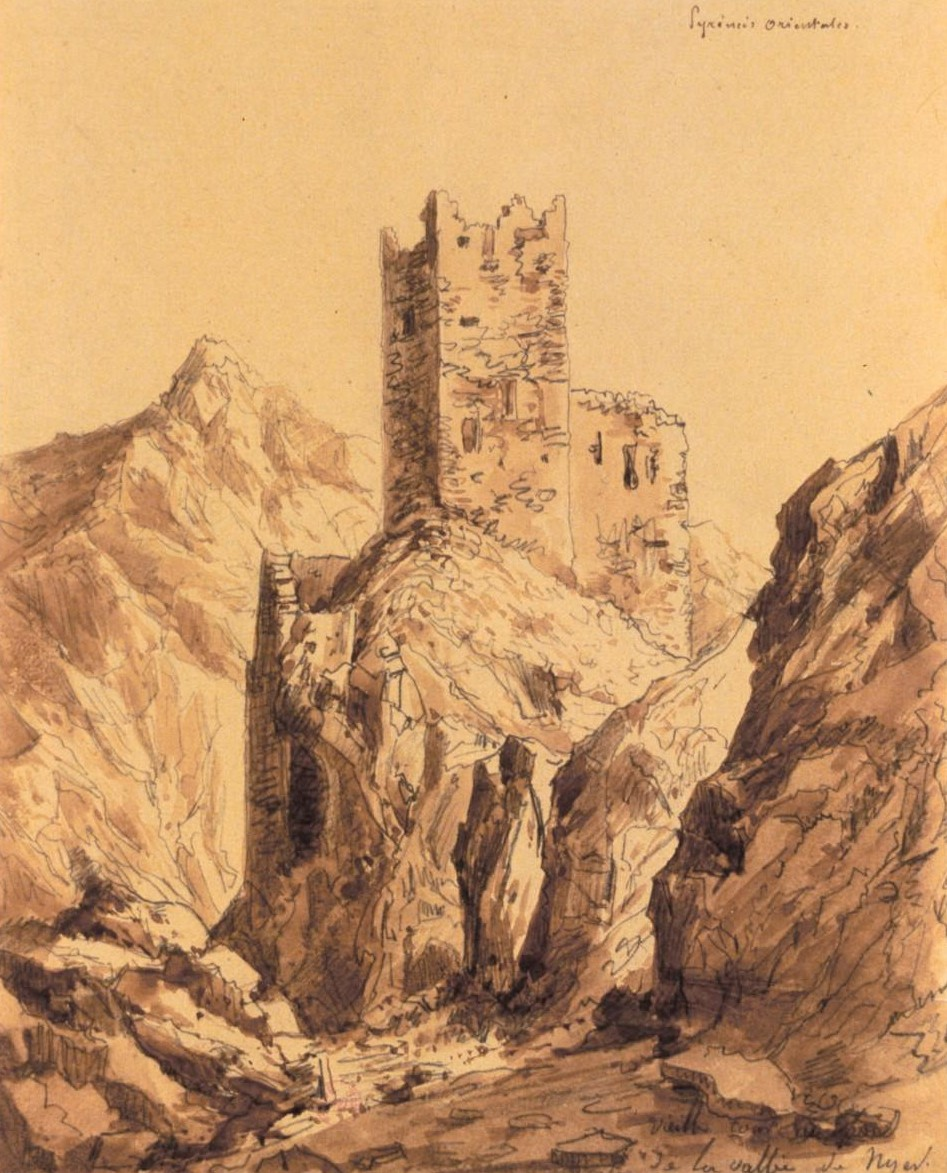
Château de la Roca d'Anyer vers 1830

Le village de Nyer apparaît au XIe siècle sous la forme du château fort de Ça Rocha, ou Château de la Roca d'Anyer (ou de Nyer), sans-doute bâti à partir d'une précédente construction militaire wisigothique, comprenant la chapelle castrale Saint-Jacques. Des paysans recherchant sa protection s'installent tout autour formant le village primitif. La proximité de profonds ravins rend le château quasiment imprenable.

### La baronnie de Nyer
La baronnie de Nyer, qui relevait de la vicomté du Conflent, appartient au haut Moyen Âge à la famille de Ça Rocha (ou La Roca, Laroque).
Le château de Ça Rocha est cité en 1276, lorsque le roi Jacques Ier de Majorque donne à Mossem Guillem Ça Rocha la juridiction civile du château de Laroque et des lieux de Porcinyans et d'Anyer (Nyer) à l'exception des justices du mère et mixte empire. Fidèle ensuite de Jacques II de Majorque, de Sanche de Majorque, puis de Jacques III de Majorque, la baronnie est confisquée à la famille de Ça Rocha lors de la conquête de la région par Pierre IV d'Aragon. Toutefois elle retrouve en 1354 la possession du château de Ça Rocha avec les justices de Porcinyans et de Nyer.
En 1340, l'unique héritière de la famille de Ça Rocha épouse Raymond IV de Banyuls de la puissante famille de Banyuls, et lui apporte en dot la baronnie de Nyer. Leur fils Bérenguer de Banyuls leur succède à la tête de la seigneurie, et décède en 1375 sans enfant.
En 1378, à la suite de la mort de son neveu, Dalmau II de Banyuls (fils de Dalmace Ier de Banyuls) prend sa succession et reconnaît les fiefs de Ça Rocha, Porcinyans et Anyer, qui lui échoient. La famille de Banyuls conserve la baronnie de Nyer jusqu'à la Révolution.
Les barons de Nyer de la famille de Banyuls sont ainsi dans l'ordre chronologique:
1. Raymond IV de Banyuls
2. Bérenguer de Banyuls y de Ça Rocha (+1375)
3. Dalmau II de Banyuls
4. Dalmau III de Banyuls (+ 1408)
5. Arnau V de Banyuls (marié en 1388)
6. Guillaume de Banyuls y Jorda (+ 1481)
7. Jean III de Banyuls y de Montfalco (Jehan III de Banyuls de Montferrer) (+ 1527)
8. Jean IV de Banyuls de Montferrer y de Pontos de Blan (marié vers 1515)
9. Jean-François (Jean V) de Banyuls de Montferrer y d'Alemany
10. Thomas Ier de Banyuls de Montferrer y de Llupia (1556-1627)
11. François II de Banyuls de Montferrer y  de Orís (1589-1649)
12. Thomas II de Banyuls de Montferrer y de Orís (1619-1659)
13. Charles Ier de Banyuls de Montferrer (1647-1687)
14. François III de Banyuls, marquis de Montferrer (1648-1695)
15. François-Gérard de Banyuls, marquis de Montferrer (1692-1762)
16. Joseph de Banyuls, marquis de Montferré (1723-1801)
17. Raymond VIII de Banyuls, marquis de Montferré (1747-1829)

### Les Nyerros
Thomas Ier de Banyuls (1556-1627), seigneur de Nyer est l'ennemi juré de Joan Cadell, seigneur d'Arsèguel en Cerdagne. Le château de Joan Cadell est décrit comme le niu dels bandolers de Cerdanya (le nid des bandits de Cerdagne). À cette faction, Thomas Ier de Banyuls oppose la sienne : les Nyerros, une milice de 700 hommes. Il est déclaré ennemi public de Sa Majesté en 1580 après avoir assiégé Catllar où s'étaient réfugiés ses ennemis Garau et Joan de Llupià et la bataille du pont de Prades qui fit une centaine de morts. Il faut l'intervention de troupes royales venues de Perpignan pour mettre les Nyerros en déroute. Thomas Ier ne se laisse pas faire. Il part à l'assaut des villes et des églises, agresse les gens des mas et attaque même le château de Puigcerdà. Traqué, Thomas de Banyuls se réfugie à Olette réduit en cendre par les troupes royales, puis à la Bastide, et oppose une vive résistance avec l'aide de soldats huguenots venus de France. Il est cependant amnistié en 1581, mais condamné à un semi-exil, puisqu'il doit rejoindre à Naples les armées du roi.
Les gens de Nyer sont d'ailleurs à cette époque à l'image de leur seigneur, et ils font à nouveau parler d'eux en 1592, puisqu'une troupe de seize lladres o bandolers, appelé Nyerros, vient à Olette pour y assassiner un jeune habitant du village, avec semble-t-il une grande sauvagerie.
Les Nyerros continueront à faire parler d'eux jusqu'au milieu du XVIIe siècle, lors de la grande instabilité héritée d'un transfert de la région de la couronne d'Aragon au giron Français.
Les Nyerros sont dans la mouvance des groupes armés de bandolers, hantise des autorités royales à cette époque trouble d'anarchie dans la couronne d'Aragon alors que le Roussillon est encore à cheval entre l'Espagne et la France.
La seconde partie du XVIe siècle coïncide avec la découverte puis la conquête des Amériques. L'or et l'argent bruts extraits des mines au Mexique et au Pérou arrivent par bateau sur la côte ouest de l'Espagne (Séville et Cadix), puis traversent le pays jusqu'aux ports de Valence et Barcelone à partir d'où ils sont envoyés à Gênes et Florence où se trouvent les banques. Les Nyerros font alors partie des bandes de bandolers (au même titre que les Cadells, leur rivalité allant croissant au fil des années) volant les transporteurs dans la région barcelonaise, profitant de la proximité de la France alors en pleine Guerres de religion pour se mettre à l'abri. Les Nyerros se réfugiaient à Nyer tandis que les Cadells se réfugiaient à Vic. Les bandolers s'assuraient du silence de la population en reversant une partie de leurs prises aux paysans, disposant ainsi de nombreux appuis un peu partout en même temps que de nombreuses caches.
Par la suite, l'épisode des Tercios, milice espagnole sanguinaire lors de la guerre franco-espagnole de 1618 à 1648, puis la réhabilitation de la gabelle par Louis XIV en 1661, alors que celle-ci était abolie depuis 1292, donnent aux Nyerros de bonnes raisons de subsister, afin de constituer une milice d'auto-défense pour protéger les habitants de la région mais aussi d'organiser une contrebande du sel.
De nos jours, les Nyerros existent sous la forme d'une équipe, les Nyerros de la Plana, perpétuant la tradition catalane des Castells, pyramides humaines, édifices éphémères érigés à l'occasion des différentes festivités folkloriques et régionales.

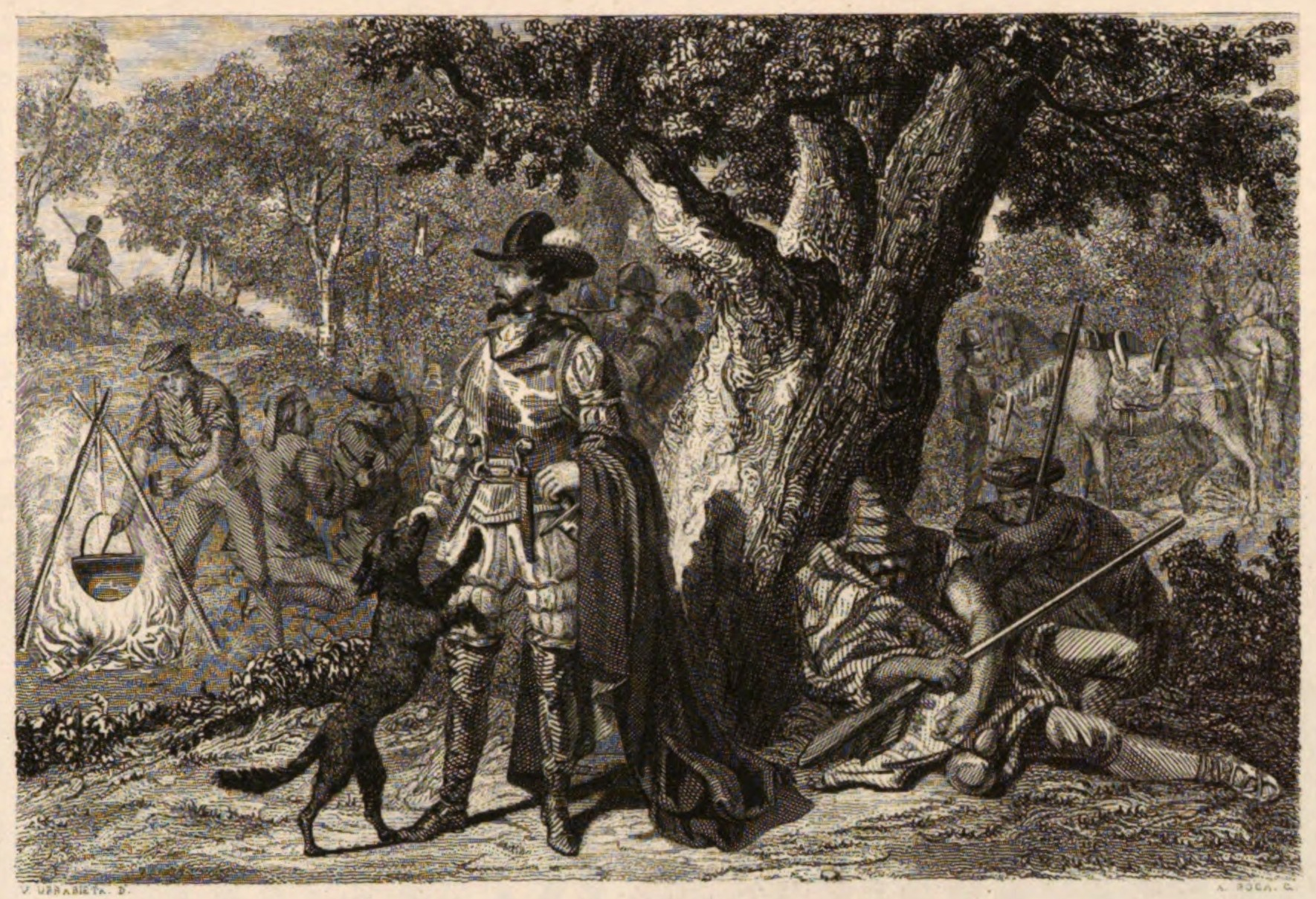
Groupe de Nyerros, au centre, Rocaguinarda
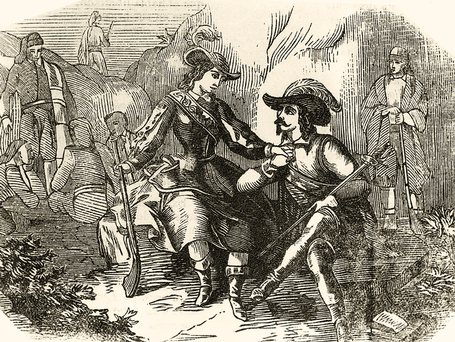
Serrallonga, autre bandoler Nyerro renommé

### La commune de Nyer
En 1789, la famille de Banyuls a à sa tête Raymond de Banyuls, marquis de Montferré. Celui-ci, député de la noblesse de Roussillon aux États Généraux de 1789, émigre comme bon nombre d'aristocrates, en 1791. Ses terres sont par la suite confisquées par l'État et revendues comme bien national. Le château est ainsi vendu à M. Roger, de Prades, puis échangé le 3 mars 1839 contre le prieuré de Corneilla, acheté par M. Escanyé.
La paroisse de Nyer et le hameau d'En qui en dépendait jusqu'en 1793 obtiennent chacun le statut de commune. Cependant, malgré un léger accroissement de population, En est rattachée à la commune de Nyer dès le 13 mars 1822.
M. Escanyé ne peut faire survivre un si important domaine composé du château, mais aussi des forges de Nyer et Thuès et doit vendre en 1854 à M. Hippolyte Dussard le « domaine de Nyer, château, jardins, forges, moulin, prairies, cours d'eau, maison d'habitation et emplacement de forges de Thuès, mines de fer, métairie de Porcinyans, terre, bois, forêts et pâturages, et généralement toutes les dépendances sans aucune exception de la terre de Nyer, d'une contenance d'après le cadastre de 2500 hectares, le tout pour un prix de 100 000 francs ».
Ce dernier ne peut récupérer son bien qu'après la construction d'un canal d'irrigation des terres de Nyer, Escaro, Souanyas et Marians, canal dont la construction et la charge doit être payée par les arrosant à hauteur de 281,69 francs par hectare, puis d'un revenu annuel dépendant de la surface à arroser. M. Dussard pensait vendre les prairies et les droits d'usage, mais avant que le canal ne soit terminé les communes de Nyer et d'En réclament ces mêmes droits. La justice tranche, la commune d'En est déboutée et les droits sont déclarés appartenant à la commune de Nyer. On fait un rabais sur le prix du domaine pour dédommager M. Dussard, mais les arrosants sont mécontents car ils se retrouvent à payer la différence pour un service non encore fourni. Ils portent l'affaire en justice et gagnent. M. Dussard (après sa mort en 1879 : les héritiers Dussard) devant prendre à sa charge les frais d'entretien du canal, est obligé de revendre le château de Nyer, les dépendances de la forge et la métairie de Porcinyans, qui sont achetés en 1883 par M. Henri de Rovira, de Perpignan, descendant de Magdalena de Banyuls y de Bellissen, sœur de Raymond de Banyuls.
De nos jours, le château de Nyer a été racheté par la municipalité pour être réaménagé en maison de retraite. Le rez-de-chaussée est lui ouvert en restauration gastronomique, le service à table étant assuré par des travailleurs handicapés.

## Politique et administration

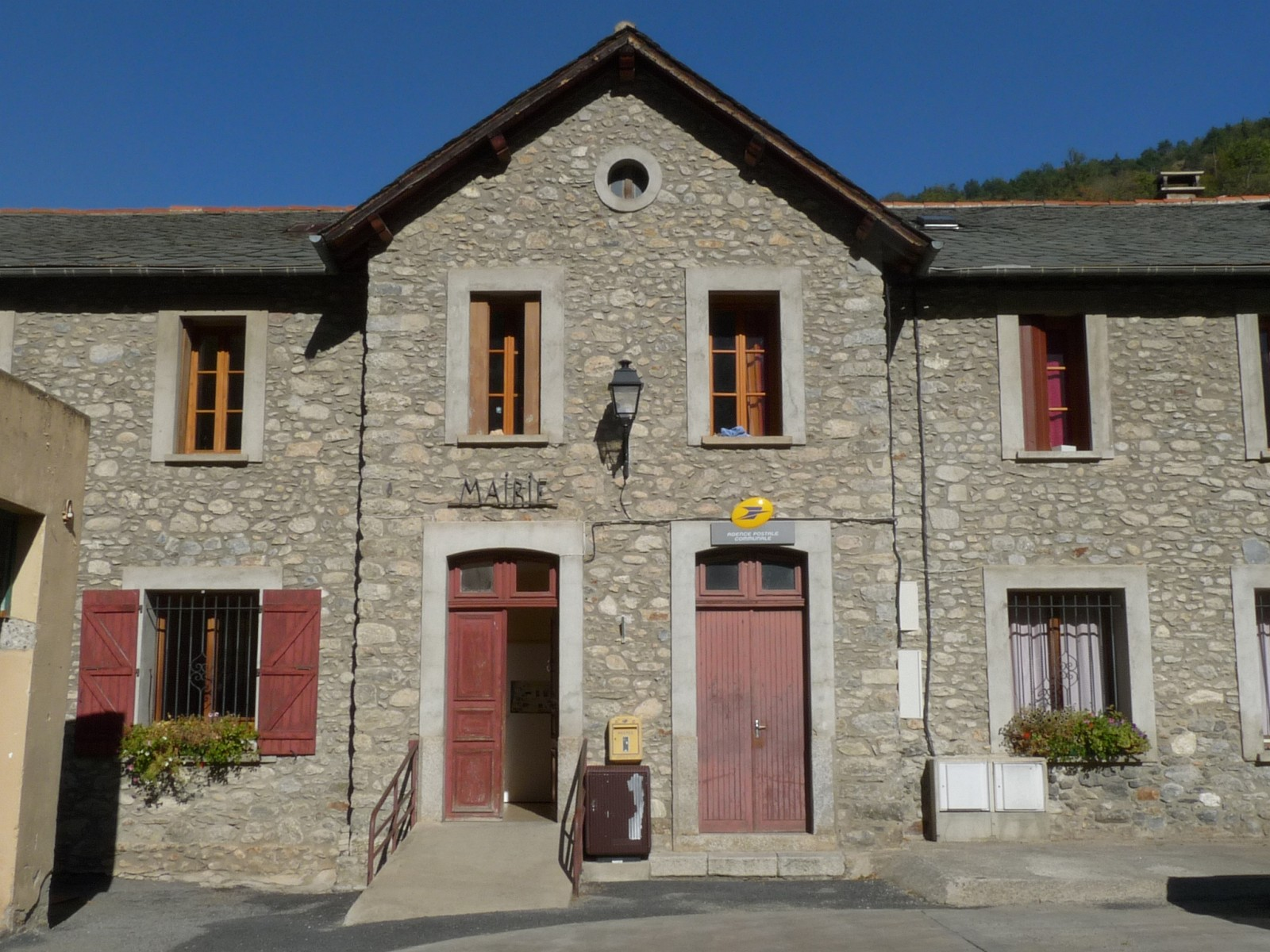
La mairie

À compter des élections départementales de 2015, la commune est incluse dans le nouveau canton des Pyrénées catalanes.

### Liste des maires
| Période                                  | Période   | Identité          | Étiquette | Qualité |
| ---------------------------------------- | --------- | ----------------- | --------- | ------- |
|                                          |           |                   |           |         |
| 1899                                     | 1919      | Paul Prats        |           |         |
| 1919                                     | 1925      | Michel Pagès      |           |         |
| 1925                                     | 1927      | Ignace Marce      |           |         |
| 1927                                     | 1929      | François Marce    |           |         |
| 1929                                     | 1937      | Jean Vidal        |           |         |
| 1937                                     | 1941      | Michel Margail    |           |         |
| 1941                                     | 1943      | Jean Vidal        |           |         |
| 1943                                     | 1983      | Michel Margail    |           |         |
| mars 1983                                | juin 1995 | Jean-Claude Peyre |           |         |
| juin 1995                                | En cours  | André Argilès,    | PCF       |         |
| Les données manquantes sont à compléter. |           |                   |           |         |

## Population et société

### Démographie ancienne
La population est exprimée en nombre de feux (f) ou d'habitants (H).
| 1365 | 1378 | 1515 | 1553 | 1709 | 1720 | 1767  | 1774 | 1789 |
| ---- | ---- | ---- | ---- | ---- | ---- | ----- | ---- | ---- |
| 32 f | 19 f | 14 f | 10 f | 54 f | 23 f | 276 H | 30 f | 64 f |

Note :
- 1365 et 1378 : pour Nyer et Porcinyans.

### Démographie contemporaine
L'évolution du nombre d'habitants est connue à travers les recensements de la population effectués dans la commune depuis 1793. Pour les communes de moins de 10 000 habitants, une enquête de recensement portant sur toute la population est réalisée tous les cinq ans, les populations de référence des années intermédiaires étant quant à elles estimées par interpolation ou extrapolation. Pour la commune, le premier recensement exhaustif entrant dans le cadre du nouveau dispositif a été réalisé en 2005.

En 2022, la commune comptait 150 habitants, en stagnation par rapport à 2016 (Pyrénées-Orientales : +3,92 %, France hors Mayotte : +2,11 %).
| 1793 | 1800 | 1806 | 1821 | 1831 | 1836 | 1841 | 1846 | 1851 |
| ---- | ---- | ---- | ---- | ---- | ---- | ---- | ---- | ---- |
| 303  | 341  | 312  | 383  | 474  | 463  | 446  | 461  | 488  |

| 1856 | 1861 | 1866 | 1872 | 1876 | 1881 | 1886 | 1891 | 1896 |
| ---- | ---- | ---- | ---- | ---- | ---- | ---- | ---- | ---- |
| 436  | 415  | 393  | 389  | 381  | 387  | 413  | 390  | 373  |

| 1901 | 1906 | 1911 | 1921 | 1926 | 1931 | 1936 | 1946 | 1954 |
| ---- | ---- | ---- | ---- | ---- | ---- | ---- | ---- | ---- |
| 328  | 342  | 437  | 365  | 326  | 293  | 236  | 198  | 198  |

| 1962 | 1968 | 1975 | 1982 | 1990 | 1999 | 2005 | 2006 | 2010 |
| ---- | ---- | ---- | ---- | ---- | ---- | ---- | ---- | ---- |
| 163  | 137  | 112  | 140  | 132  | 108  | 182  | 180  | 162  |

| 2015 | 2020 | 2022 | - | - | - | - | - | - |
| ---- | ---- | ---- | - | - | - | - | - | - |
| 152  | 153  | 150  | - | - | - | - | - | - |

Note :
- À partir de 1826 le recensement inclut les habitants de l'ancienne commune d'En, rattachée à Nyer en 1822.

| selon la population municipale des années : | 1968 | 1975 | 1982 | 1990 | 1999 | 2006 | 2009 | 2013 |
| Rang de la commune dans le département      | 135  | 170  | 151  | 152  | 167  | 151  | 155  | 158  |
| Nombre de communes du département           | 232  | 217  | 220  | 225  | 226  | 226  | 226  | 226  |

### Manifestations culturelles et festivités
- Fête patronale : 25 juillet[60] ;
- Fête communale : Pentecôte[60].

## Économie

### Emploi
|                | 2008   | 2013   | 2018   |
| -------------- | ------ | ------ | ------ |
| Commune        | 9,6 %  | 4,6 %  | 3,7 %  |
| Département    | 10,3 % | 12,9 % | 13,3 % |
| France entière | 8,3 %  | 10 %   | 10 %   |

En 2018, la population âgée de 15 à 64 ans s'élève à 79 personnes, parmi lesquelles on compte 48,6 % d'actifs (44,9 % ayant un emploi et 3,7 % de chômeurs) et 51,4 % d'inactifs,. En  2018, le taux de chômage communal (au sens du recensement) des 15-64 ans est inférieur à celui de la France et du département, alors qu'en 2008 il était supérieur à celui de la France.
La commune est hors attraction des villes,. Elle compte 50 emplois en 2018, contre 53 en 2013 et 55 en 2008. Le nombre d'actifs ayant un emploi résidant dans la commune est de 37, soit un indicateur de concentration d'emploi de 134,5 % et un taux d'activité parmi les 15 ans ou plus de 28 %.
Sur ces 37 actifs de 15 ans ou plus ayant un emploi, 17 travaillent dans la commune, soit 45 % des habitants. Pour se rendre au travail, 65,8 % des habitants utilisent un véhicule personnel ou de fonction à quatre roues, 5,3 % les transports en commun, 23,7 % s'y rendent en deux-roues, à vélo ou à pied et 5,3 % n'ont pas besoin de transport (travail au domicile).

### Revenus de la population et fiscalité
En 2010, le revenu fiscal médian par ménage était de 18 891 €.

## Culture locale et patrimoine

### Monument et lieux touristiques

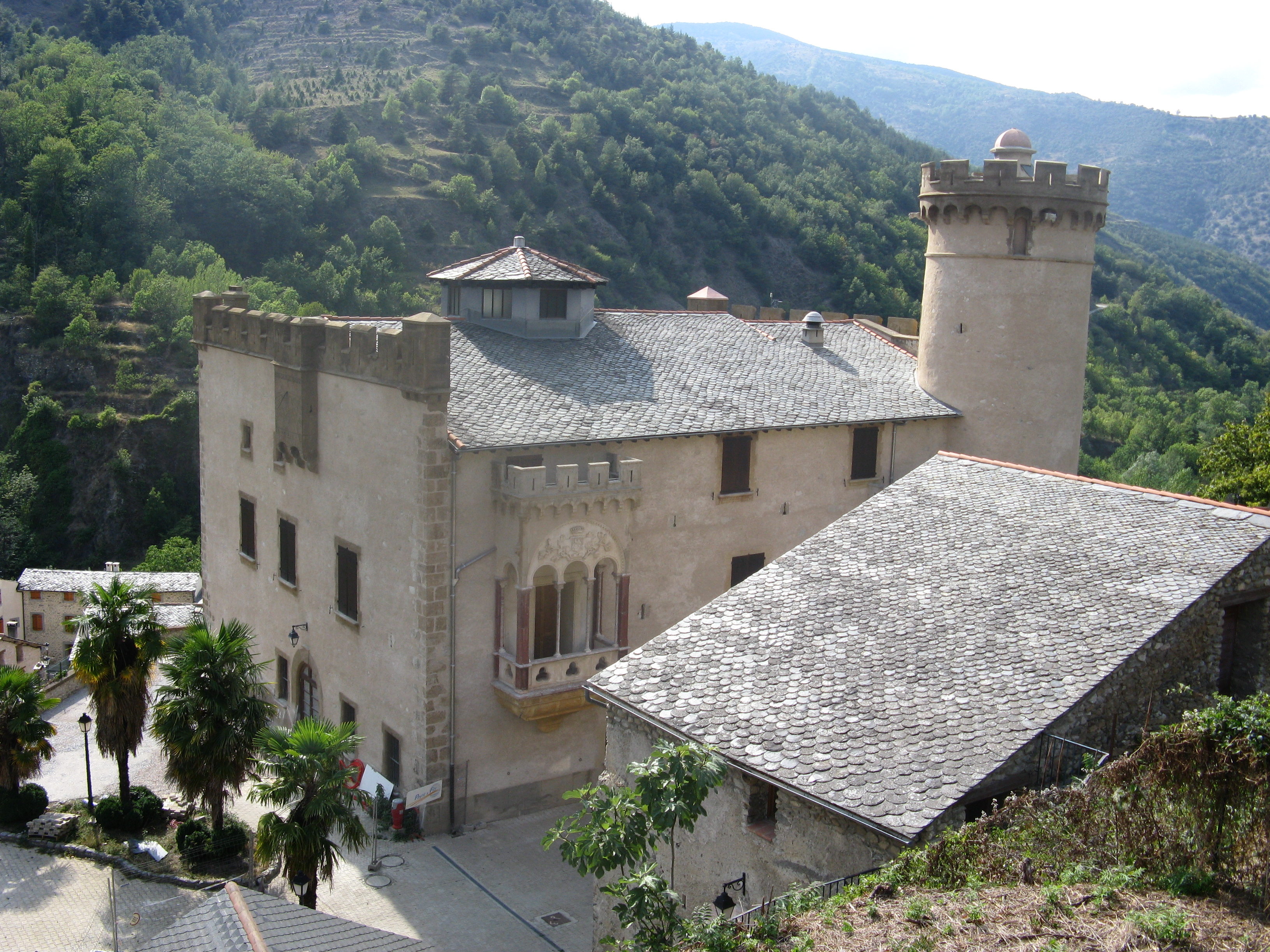
Château de Nyer

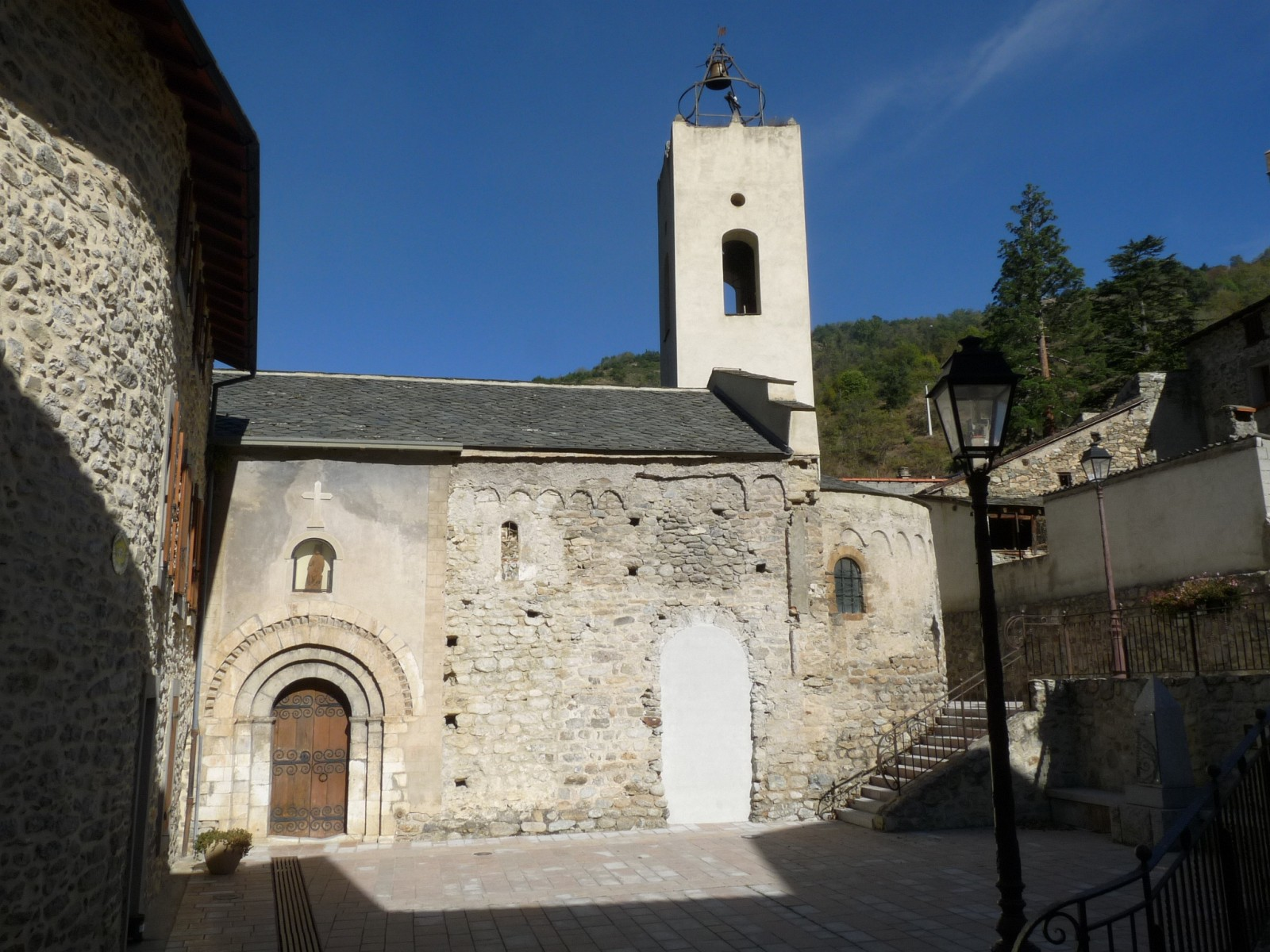
Église Saint-Jacques de Nyer

Nyer
- L'église Saint-Jacques ( Inscrit MH (1965))[61]. De nombreux objets sont référencés dans la base Palissy (voir les notices liées)[61]. Citée dès 1163, est un édifice roman de type lombard construit entre les XIe et XIIe siècles[45],[62].
- Chapelle Notre-Dame-de-la-Roca Chapelle Notre-Dame de la Roca.
- Chapelle Saint-Jacques de Nyer.

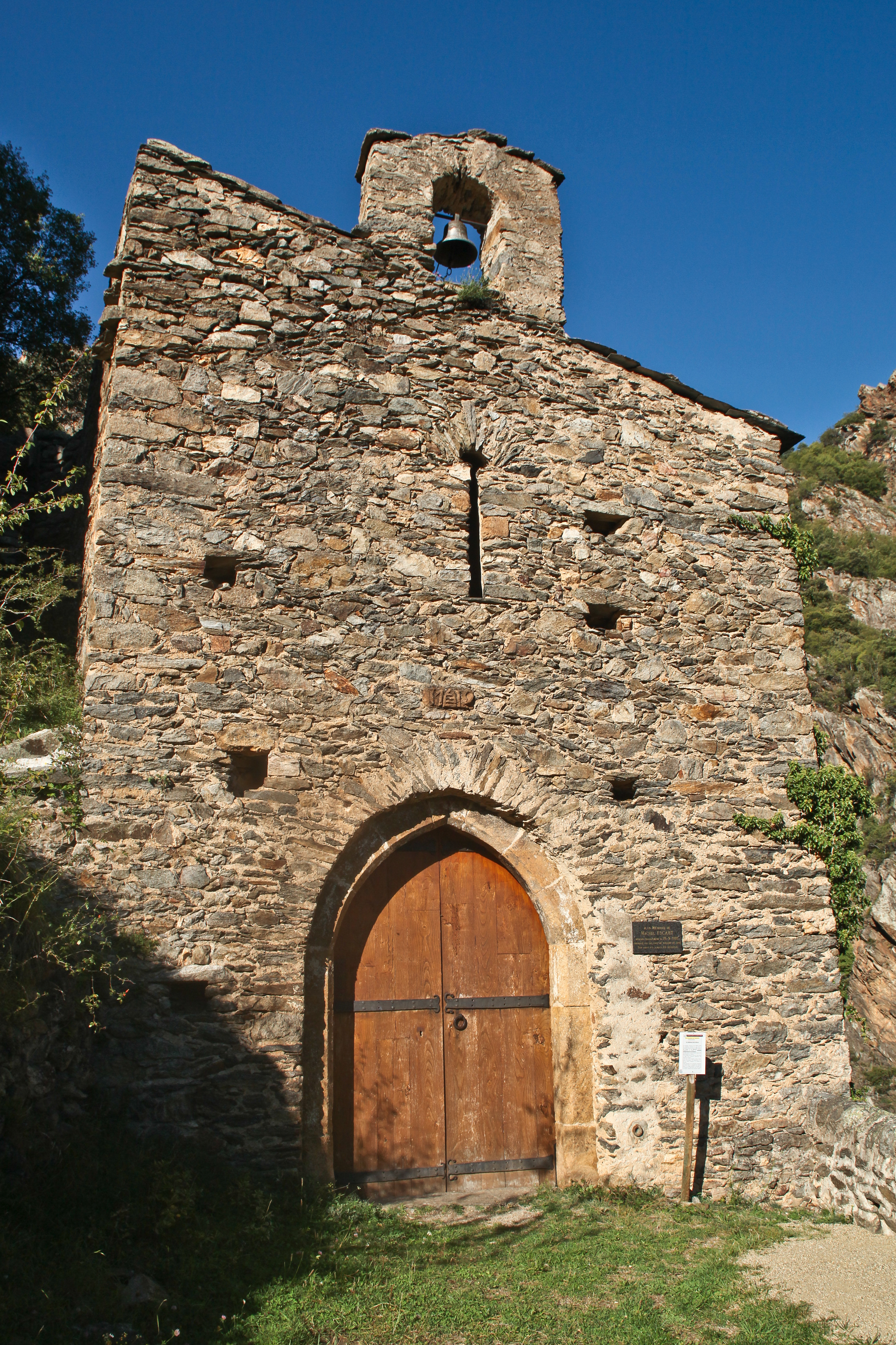
Chapelle Notre-Dame-de-la-Roca

- Le château de la Roca d'Anyer ( Inscrit MH (1965)) est l'ancien château construit entre le Xe siècle et le XIe siècle, puis remanié aux XVe et XVIe siècles, avant d'être abandonné. Il comprenait une chapelle, connue sous le nom de Notre-Dame de la Roca. L'ensemble est remanié plusieurs fois au cours des siècles[45],[63],[60].

Au XVe siècle, Jean de Banyuls fait construire le château de Nyer actuel au centre du village. Il est restauré au cours du XIXe siècle.
En

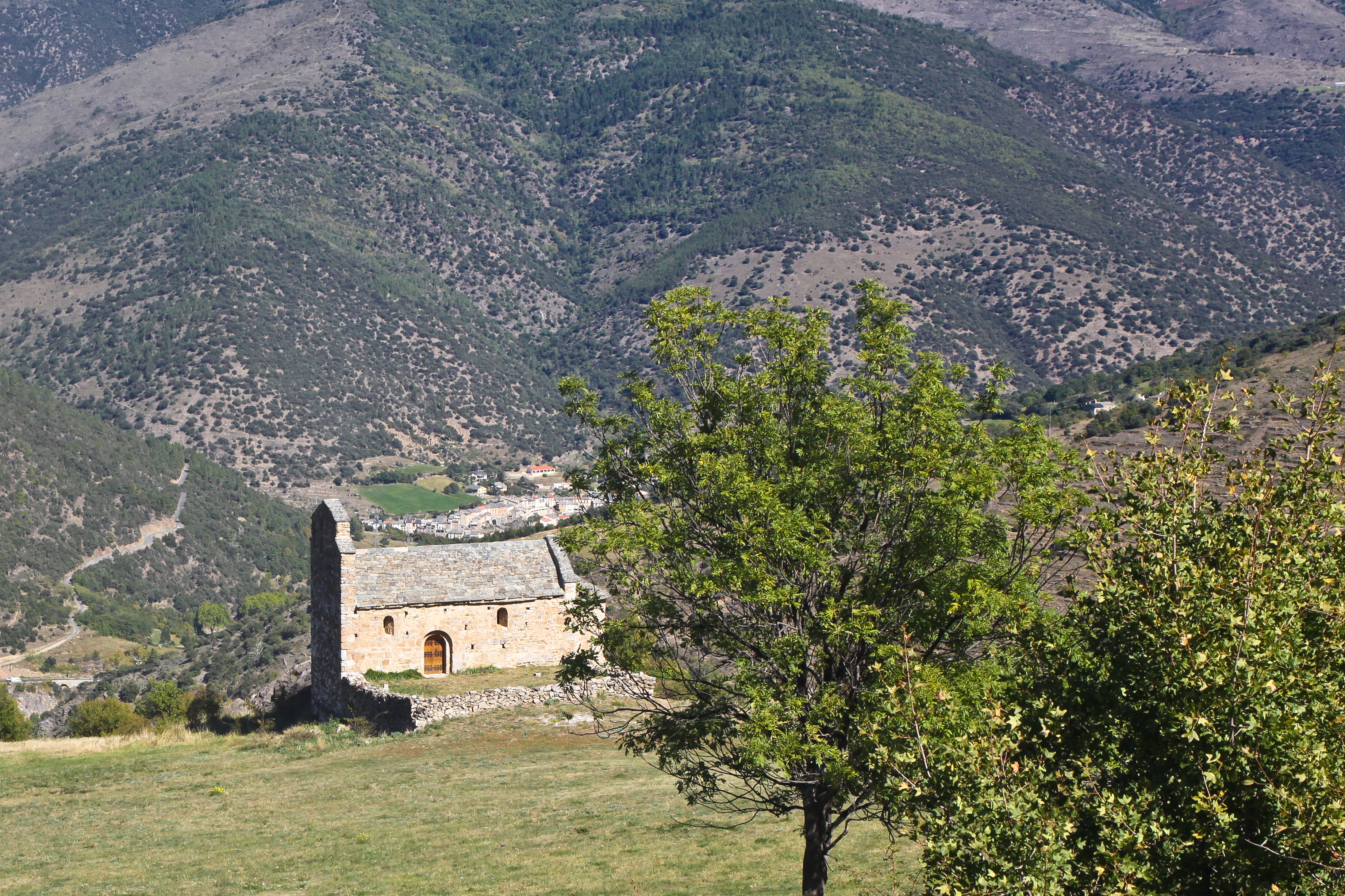
Église Saint-Just-et-Saint-Pasteur d'En

- En est le plus ancien lieu de peuplement du territoire actuel de Nyer. On y construisit un monastère puis une église.
- Le monastère Saint-André d'Eixalada, construit en 840 près des sources chaudes, un peu au-dessus de l'actuel établissement thermal de Thuès-les-Bains, est détruit par une crue en octobre 878. Les moines déménagent alors pour fonder l'Abbaye Saint-Michel de Cuxa[45].
- L'église Saint-Just-et-Saint-Pasteur d'En ( Inscrit MH (2012))[64] est un édifice de style roman construit au XIIe siècle et situé au sein du hameau abandonné d'En[45].
- Chapelle Notre-Dame-de-la-Santé de Thuès-les-Bains.
- Église Notre-Dame-de-Lourdes de Thuès-les-Bains.

Porcinyans
Autre hameau abandonné, Porcinyans possédait une église dédiée à Saint Assiscle dont il ne reste aujourd'hui qu'un pan de mur.
- Chapelle Saint-Assiscle de Porcinyans.

Le château de Nyer
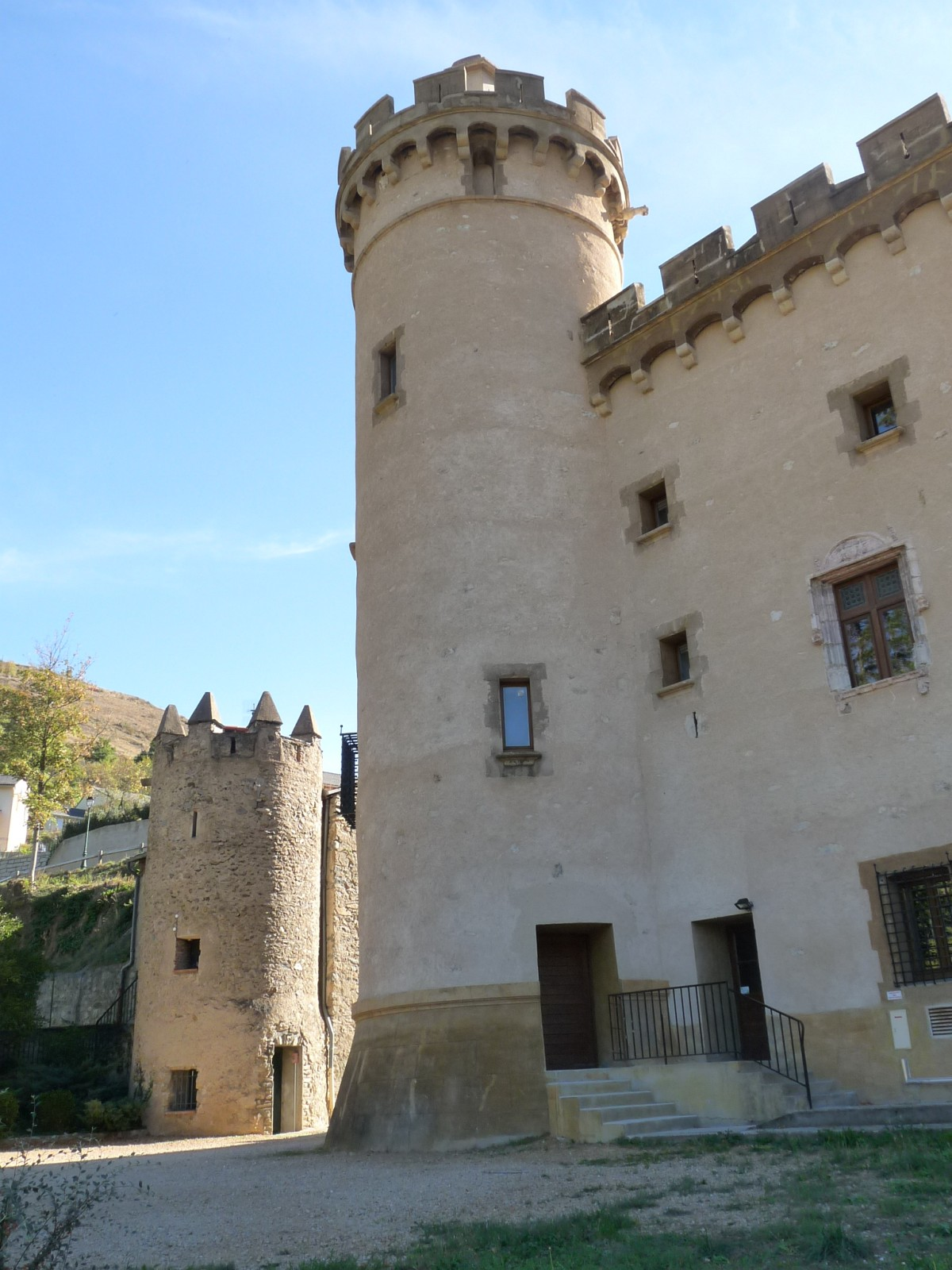
Tours vues du nord
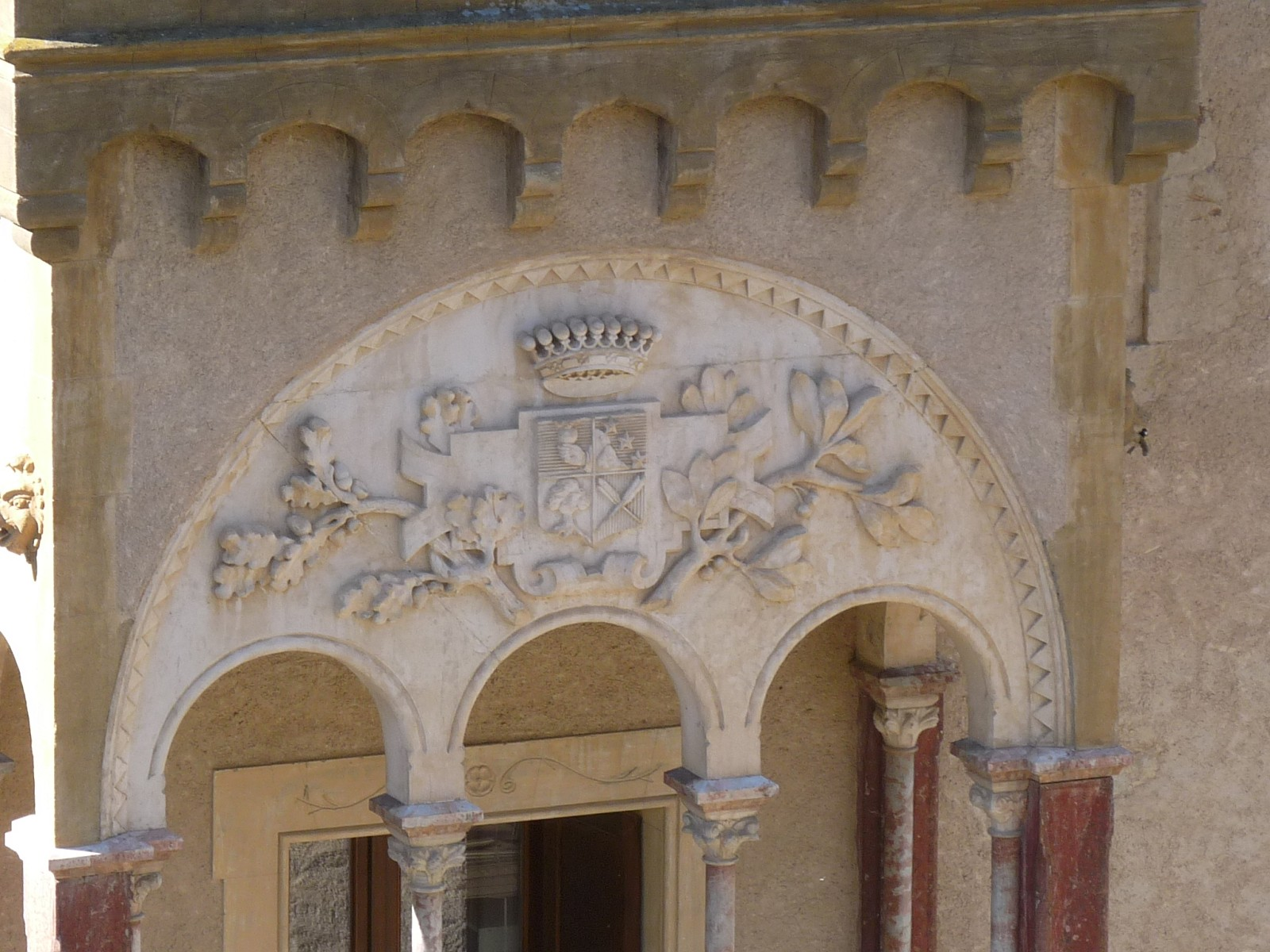
Armoiries sur balcon
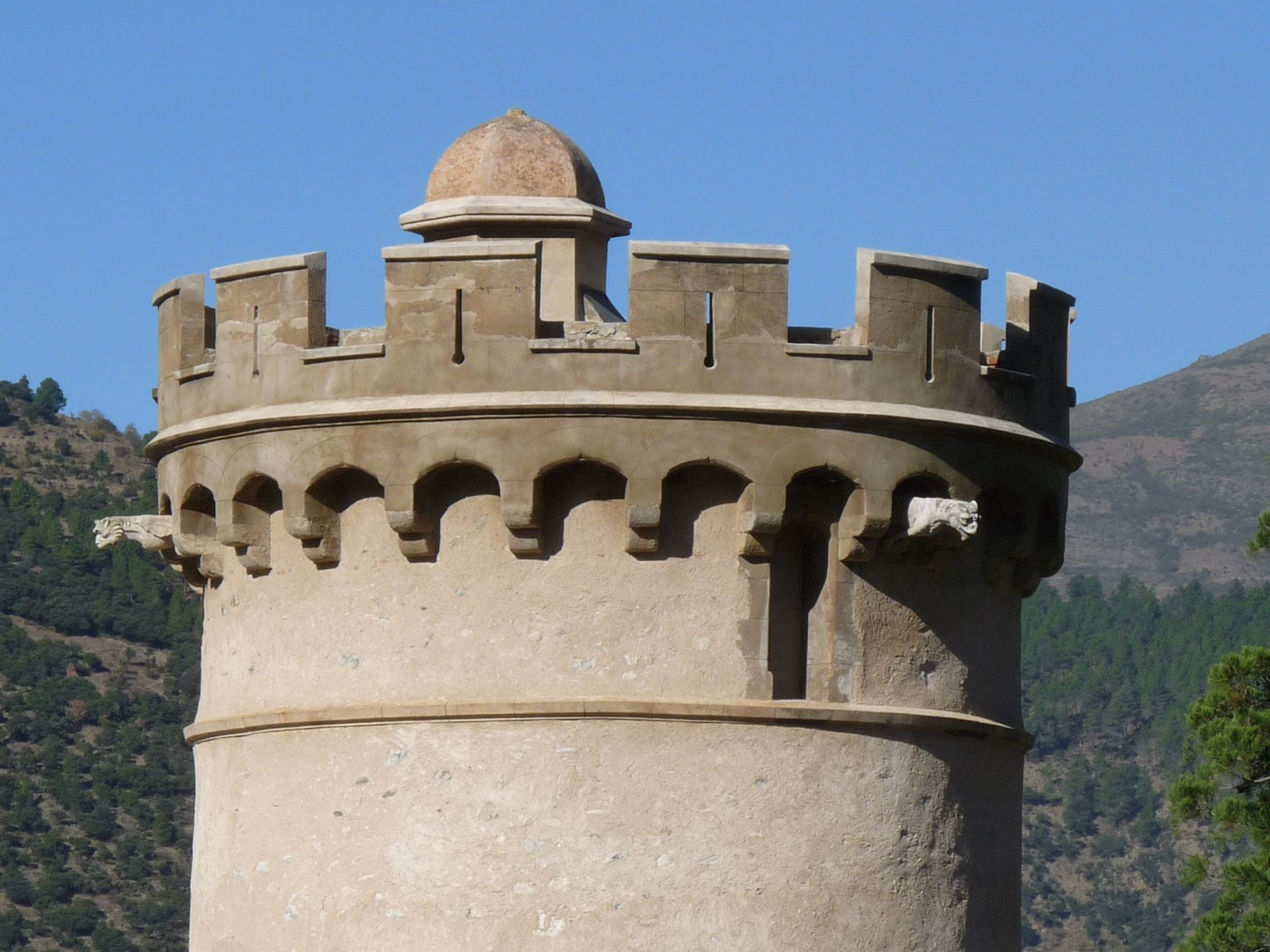
Tour
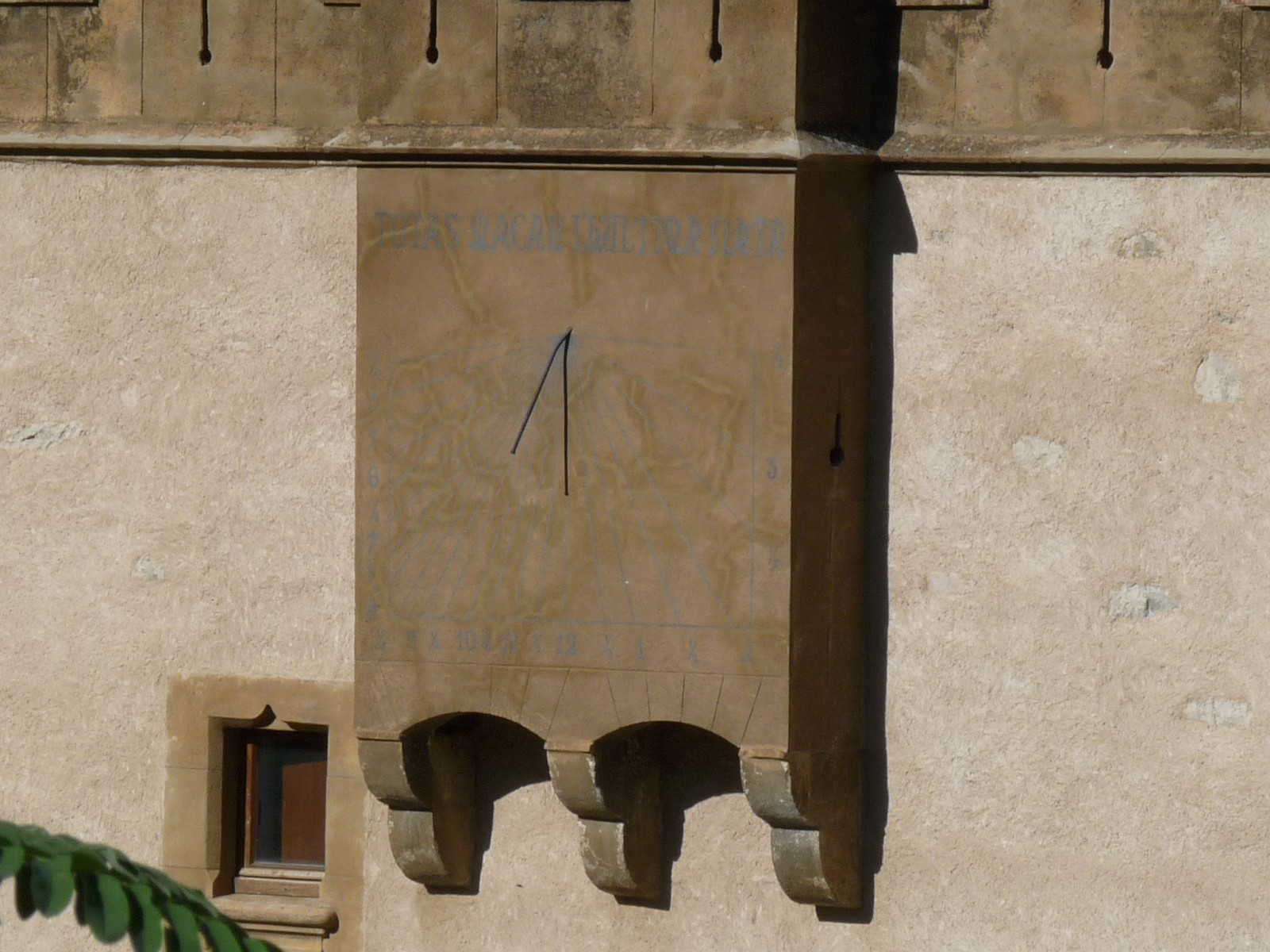
Cadran solaire

### Patrimoine environnemental
- Réserve naturelle régionale de Nyer

### Personnalités liées à la commune
- Thomas Ier de Banyuls (1556-1627) : baron de Nyer et seigneur de Montferrer, né et mort à Nyer ;
- Thomas II de Banyuls (1619-1659) : baron de Nyer et seigneur de Montferrer, né à Nyer ;
- Raymond de Banyuls (1747-1829) : aristocrate et militaire né à Nyer ;
- Hippolyte Dussard (1798-1876) : préfet, économiste et journaliste mort à Nyer.

### Héraldique
| Blason de Nyer | Blason  | D'argent à trois fasces de sable. |
| Blason de Nyer | Détails | Inspiré des armes de la famille de Banyuls de Montferré, barons de Nyer du XIVe siècle à la Révolution qui sont "Fascé de sable et d'argent de six pièces". |

### Culture populaire
- Les Nyerros (appelés aussi Niarros en français) sont cités dans L’Ingénieux Hidalgo Don Quichotte de la Manche, Deuxième partie, chapitre LX de Miguel de Cervantes Saavedra, lors de la rencontre de Don Quichotte et Sancho avec une bande de Nyerros à la tête desquels se trouvait Roque Guinart.
- Les Nyerros avaient pour emblème un porcelet (nyerro en catalan)